# 鄭伊健
鄭伊健（英語：Ekin Cheng Yee Kin，1967年10月4日—），暱稱伊麵，香港男歌手及演員。1986年參加無綫電視（TVB）及華星唱片合辦的新秀歌唱大賽，因之前參加無綫電視藝員訓練班第13期藝員訓練班和拍攝「陽光檸檬茶」廣告而入行，而他亦拜羅文為師。
與梁朝偉、周星馳一樣，於無綫電視兒童節目《430穿梭機》出身，1990年開始被調往戲劇參與電視劇演出，成為受力捧的新晉當家小生之一。到了1991年下旬，加盟BMG唱片公司並於1992年推出首張個人大碟《不要哭了》，作歌視雙線發展；電視劇代表作則為1994年的經典劇集《笑看風雲》，飾演男主角包文龍，同年一曲《一生愛你一個》及留長髮形象於香港樂壇迅速走紅，數年間推出的唱片專輯亦有不俗銷量；九十年代中期開始，鄭伊健轉移重心於電影及歌唱發展，擅長演出漫畫人物角色，其中憑劉偉強所執導的《古惑仔電影系列》所飾演的陳浩南一角而廣為人知，另外還有《風雲》系列聶風，《中華英雄》華英雄等；還有主演改編年青人愛情漫畫的《百份百感覺》系列電影亦十分賣座，於是一系列的電影主題曲及廣告歌曲如《友情歲月》、《發現》、《甘心替代你》、《風雲》、《天煞孤星》、《極速》等廣受大眾歡迎，红遍华语地区，他亦曾於1990年代中後期樂壇頒獎禮中與「香港四大天王」同時晉身最受歡迎男歌星五強。

## 簡歷
於土瓜灣樂民新村長大，與藝人曾航生為鄰居曾就讀聖公會聖匠小學、聖德肋撒書院（中一至中三）及香港大同中學（中四至中五）。1986年參加TVB新秀歌唱大賽落選，後被發掘加入無綫電視藝員訓練班第13期藝員訓練班。1987年拍攝第一部電視劇《鐳射青春》，同年拍攝「陽光檸檬茶」廣告。
1988年，初入行的鄭伊健被安排擔任TVB兒童節目《430穿梭機》主持之一，同期主持還有譚玉瑛、黎芷珊、黃智賢等。1990年，由於外型出眾，他被安排轉往戲劇組，開始被電視台力捧擔任電視劇男主角。
1991年加盟BMG唱片公司，1992年正式於樂壇出道，6月3日推出首張個人大碟《不要哭了》，奪得新城勁歌台「勁爆新晉靚人大獎」，並獲香港電台頒發第十五屆(1992年度)十大中文金曲「最有前途新人獎-銅獎」。1993年，4月29日推出第二張大碟《撒哈拉》，再奪勁歌台頒發「勁爆靚人大獎」。惟首兩年樂壇發展只屬平平。
1994年是鄭伊健歌唱事業首個轉捩點，第三張大碟《On Stage》中的第二主打歌《一生愛你一個》派台後，外界反應很好，加上鄭於此時開始留了一把長髮，令他迅速走紅和人氣急升，成為年青人偶像，連帶《On Stage》大碟登上IFPI唱片銷量榜冠軍及白金銷量，也是他首次有此佳績。《一生愛你一個》更成為1994年TVB勁歌金曲第一季季選的得獎歌曲，也是他首次獲得歌曲獎項。之後4月發行由鄭伊健親自演出的首張Karaoke專輯，6月推出電影原聲大碟「姊妹情深」，7月28日發行第四張大碟《Got To Be Real》，當日旋即達白金銷量，8月《Got To Be Real》IFPI銷量榜冠軍，10月推出《鄭伊健MTV個人專集》，11月奪得商業電台「十大健康偶像獎」，12月13日推出第五張大碟《The Best Show》，上市旋成為IFPI唱片銷量榜No.2。此時，人氣急升的鄭伊健接到多個片約開始拍攝一系列香港電影。
1995年1月於香港文化中心舉行個人音樂會《My Best Show》，1995年3月《直至消失天與地》成為TVB勁歌金曲第一季季選金曲。4月推出《My Best Show Live CD & MTV Karaoke》，6月22日推出首張EP—《Life》銷量衝破雙白金，《一個為你甘去蹈火海的人》成為TVB勁歌金曲第二季季選金曲。
1995年6月29日首次在紅磡香港體育館舉行「鄭伊健真情夏日派對」個人演唱會。
1995年9月拍攝首個個人音樂特輯，「吻感」成為TVB勁歌金曲第三季季選金曲。
1995年11月3日推出新大碟《Earth》，同年11月推出首本個人寫真集《Natural》，《只會因你唱》成為TVB勁歌金曲第四季季選金曲，獲得日本雜誌「香港仔」「香港歌星日本人氣大賞」。
1996年1月奪得香港電台十大中文金曲頒獎典禮「十大優秀歌手」及「最佳改編歌曲—直至消失天與地」，奪得新城電台香港勁爆流行頒獎典禮「最人氣急升男歌手」，推出《映畫館》MTV Karaoke及《古惑仔》電影原聲大碟。
2000年與舊唱片公司結束了十年的賓主關係，只偶然以自由身的身份出演，鄭伊健轉到英皇娛樂唱片去大展拳腳，他的全新個人大碟《Myself》，收錄了十首新歌，包括流行榜冠軍歌「一個人戀愛」，以及接力主打「迷戀」。
2004年加盟BMG，2005年隨經理人林珊珊加入BMA，成為旗下歌手。
2008年7月凭电影《第一誡》中的酗酒警探角色－黄督察夺得《第十二屆韓國富川電影節》“最佳男主角”，與余文樂共享影帝殊榮。
2008年11月荣獲上海文廣新聞傳媒集團旗下"時尚傳媒年度風尚大典--"經典2000年代傑出電影風尚人物"大獎。
2009年9月簽約加盟Sony Music，2011年與Sony Music解約，並且立即出席TVB節目。
2017年，由鄭伊健、謝天華、林曉峰、錢嘉樂、陳小春組成的《古惑仔》組合，相隔十多年後再度合作，拍攝「新版古惑仔」《黃金兄弟》作賀歲片。
2019年2月24日至3月1日，在香港體育館舉行6場演唱會。
2022年11月19至27日，在香港體育館舉行九場演唱會，亦是其首次舉行三面台的演唱會。

## 個人標誌

### 長髮
鄭伊健初出道時是短頭髮，直至1994年初推出第三張唱片專輯《On Stage》嘗試以長髮形象拍攝唱片封套，亦因這張專輯的成功使鄭伊健迅速於香港走紅，因此深信長髮有利其事業發展，便繼續此形象至今，事實亦因長髮形像使他一直走紅多年。鄭曾多次表示，他覺得長髮很難打理和很熱，但此一頭長髮為他帶來好運，故他不會剪掉，而1998年大碟《SENSES》中亦收錄了一首歌《長髮》。這一頭長髮亦成為鄭當時的標誌。2006年因拍攝由中國長篇劇《霍元甲》而剃掉留了多年的長髮，經過8個月時間，頭髮已長回。事實上，鄭接拍《霍元甲》前數年，頭髮已較九十年代末時短，在《隨時候命》更以短髮示人。

### 遊戲機
鄭伊健酷愛打遊戲機，無論在家或在工作中遊戲機不能離開手中，在娛樂圈素有“機王”稱號。

### 感情
進入演藝圈後，鄭伊健曾有過四段戀情。
1988年：加入TVB兒童節目《430穿梭機》，期間曾與女主持之一的女藝人黎芷珊拍拖，後和平分手。
1992年-1999年：因拍劇認識同劇女主角邵美琪且主動追求，鄭伊健曾於1994年個人音樂會中公開承諾照顧邵美琪。二人拍拖七年，最後於1999年分手。
1999年-2006年：1999年與女歌手梁詠琪發展戀情，引起轟動娛樂圈的「奪麵雙琪」事件。二人拍拖七年，最後於2006年分手。
2006年至今：2006年與女演員蒙嘉慧展開戀情，二人拍拖七年，最後於2013年秘密註冊結婚成為夫婦。

### 好友
鄭伊健早年與七名圈中好友結義，包括大哥湯國明、二哥潘文柏、三哥李家聲、五妹吳婉芳、六弟錢國偉、七弟李克勤、八妹梁佩瑚，其排名第四，其中潘文柏、吳婉芳、李家聲三人與鄭伊健同為13期藝員訓練班學員。1994年李家聲舉行婚宴，鄭伊健與時為女友的邵美琪一同出席。另外，林曉峰是他前經紀人林珊珊的弟弟，和劉偉强，陳小春，謝天華，錢嘉樂，黎姿等均為拍攝古惑仔時期合作，全是他工作上的伙伴。

## 作品

### 音樂
| 年份           | 專輯名稱 | 曲目 |
| -------------- | --- | --- |
| 1992年6月3日   | 《不要哭了》 | 曲目 1. Love is all 2. 動地驚天愛戀過 3. 隨便 4. 煙花 5. Because... 6. 不要哭了 7. 今天不宜再愛 8. 當妳遇到我 9. 只想一個她 10. 星 |
| 1993年4月29日  | 《撒哈拉》 | 曲目 1. 撒哈拉 2. 離不開 3. 今天的妳愛別人 4. 情義難存 5. Lovely Baby 6. 只因妳心醉(吳君如合唱) 7. 從沒對我坦白 8. 100%愛我 9. 夢裡笑 10. 請多聽幾次 11. 前鋒 12. 撒哈拉（Remix） |
| 1994年1月27日  | 《On Stage》 | 曲目 1. 愛難留 2. 一生愛妳一個 3. 廿世紀的戀人們 4. 仍是覺溫暖 5. 老實情人 6. 野森林 7. 夜還未深 8. 孤單的路 9. 不要哭了(Acoustic Version) 10. 厭倦 |
| 1994年6月      | 《姊妹情深電影原聲帶》 | 曲目 1. 仍能情深愛上 |
| 1994年7月28日  | 《Got To Be Real》 | 曲目 1. 9990次想他 2. 我是妳未來 3. 情是這樣美 4. Lady Rain 5. 仍能情深愛上 6. 感激我遇見 7. 用這歌說愛妳 8. 瀟灑講再見 9. 一雙一對 10. 歌舞技星角力騷(Live) |
| 1994年12月13日 | 《The Best Show》（新曲＋精選） | 曲目 1. 無人地帶 (新曲) 2. 直至消失天與地 (新曲，被孟庭葦翻唱成【愛情STAY】) 3. 一生愛妳一個 4. 夜還未深 5. 從沒對我坦白 6. 撒哈拉 7. 老實情人 8. 感激我遇見(劇場版) 9. 愛情盛放的季節 (新曲) 10. 動地驚天愛戀過 11. 廿世紀的戀人們 12. 愛難留 13. 隨便 14. 不要哭了（Acoustic Version） 15. 9990次想他（Remix） 16. 仍能情深愛上 |
| 1995年6月22日  | 《Life》（EP） | 曲目 1. 一個為妳甘去蹈火海的人 2. 因為妳 3. 願世界和平 4. 吻感 5. 一個為妳甘去蹈火海的人(浪人版) 6. 吻感 (原版KTV) |
| 1995年11月3日  | 《Earth》 | 曲目 1. Earth 2. 從你眼中 3. Darling 4. 看天的日子 5. 只會因妳唱 6. 世界一早接受了 7. 遠距離・近距離 8. 我不瞭解你 9. 妳狠心來傷我嗎? 10. 此情難再 11. 吻感(Remix) 12. to be continued |
| 1995年         | 《My Best Show》 | 曲目 1. 無人地帶 2. 從沒對我坦白 3. 仍能情深愛上 4. Fleur D'interdit 5. 老實情人 6. 愛情盛放的季節 7. 一生愛妳一個 8. 我是妳未來 9. 不要哭了 10. 動地驚天愛戀過 11. 野森林 12. 9990次想她 13. 直至消失天與地 14. 感激我遇見 15. 今生我註定和妳相遇 16. 留下來聽我把真心話說完 |
| 1996年         | 《古惑仔I之人在江湖電影原聲帶》 | 曲目 1. 友情歲月 (電影《古惑仔I之人在江湖》主題曲) 2. 我話事 (電影《古惑仔I之人在江湖》主題曲) 3. 刀光劍影 (電影《古惑仔I之人在江湖》插曲) 4. 百分之百的女孩 5. 友情歲月 (賀歲版) |
| 1996年         | 《古惑仔II之猛龍過江電影原聲帶》 | 曲目 1. 猛龍過江之序 2. 知己‧自己 (電影《古惑仔II之猛龍過江》主題曲) 3. 有了妳 4. 熱血燃燒 5. 非一般見識 6. 友情歲月 |
| 1996年         | 《愛發狂》（國語EP） | 曲目 1. 愛發狂 2. 全世界的眼淚 3. 哎呀呀 4. 還能愛誰 |
| 1996年7月      | 《如果天空要下雨》 | 曲目 1. 請妳回來伴我（Music） 2. 情路狂奔 3. 如果天空要下雨 4. 是妳吧 5. 哎呀呀 6. 奇妙旅程 7. 怕甚麼 8. 請妳回來伴我（I only dream of you） 9. 撒嬌 10. 愛是個問號 11. 我的歌 12. 可樂 13. 甘心替代妳 |
| 1996年         | 《古惑仔III之隻手遮天電影原聲帶》 | 曲目 1. 戰無不勝 (電影《古惑仔III之隻手遮天》主題曲) 2. 甘心替代妳 3. 古古惑惑 (清清楚楚我係我) 4. 怕什麼-什麼也不怕 Remix 5. 刀光劍影 Remix - (古惑仔之歌) |
| 1996年12月     | 《Life II》（EP） | 曲目 1. 發現 2. 你的我 3. 蒸發眼淚 4. 明日的主角是誰 5. 無限空間 6. 發現(Sensational Mix) |
| 1997年5月      | 《偏愛你》(國語專輯) | 曲目 1. 至少還有我 2. 偏愛你 3. 愛的原罪 4. 為了愛我可以 5. 你不要走 6. 但願你知道 7. 除了你還有誰 8. 不變 9. 想太多 10. 别以為我為你流淚 11. 偏愛你(Remix) 12. 至少還有我(音樂版) |
| 1997年6月      | 《Eternity》（EP） | 曲目 1. 誰可情深如我 2. 打開妳未來 3. 單一的愛 4. 獨唱歌 5. SHINE 6. 情深回億的記託(The Reprise) |
| 1997年         | 《97古惑仔戰無不勝電影原聲帶》 | 曲目 1. 一於奉陪(with陳小春) 2. 亂世巨星(陳小春) 3. 我願你知道 4. 蒸發眼淚 5. 戰無不勝(Remix) |
| 1997年         | 《伊健‧十三》（精選集） | 曲目 1. 友情歲月 2. 刀光劍影 3. 熱血燃燒 4. 知己自己 5. 有了妳 6. 甘心替代妳 7. 怕什麼什麼也不怕（Remix） 8. 刀光劍影（Remix） 9. 可樂 10. 廿世紀的戀人們 11. Lady Rain 12. 仍能情深愛上 13. 因為妳 |
| 1997年         | 《映畫館3 MTV》（2VCD） | 曲目 |
| 1997年         | 《兒童樂園EP》 | 曲目 1. 兒童樂園 |
| 1997年         | 《Edge Collection 1 Single》 | 曲目 1. 兒童樂園 2. 發現 3. 你的我 |
| 1997年         | 《Edge Collection 2 Single》 | 曲目 1. 熱血燃燒 2. 戰無不勝 |
| 1997年         | 《Edge Collection 3 Single》 | 曲目 1. 直至消失天與地 2. 我的歌 |
| 1997年         | 《Edge Collection 4 Single》 | 曲目 1. 全世界的眼淚 2. 愛發狂 |
| 1997年         | 《Edge Collection 5 Single》 | 曲目 1. 友情歲月 2. 甘心替代你 |
| 1997年         | 《Edge Collection 6 Single》 | 曲目 1. 如果天空要下雨 2. 情路狂奔 |
| 1997年         | 《Edge Collection 7 Single》 | 曲目 1. 一個為你甘去蹈火海的人 2. 吻感 |
| 1997年12月     | 《The Best Show 2》（新曲＋精選） | 曲目 1. 22098（全城效應）(新曲) 2. 同一秒 (新曲) 3. 無處不在 (新曲) 4. 發現 5. 我的歌 6. 如果天空要下雨 7. 一個為妳甘去蹈火海的人 8. 你的我 9. 打開妳未來 10. 情是這樣美 11. 只會因妳唱 12. 從妳眼中 13. 情路狂奔 14. 我願妳知道 15. 我是妳未來 16. 兒童樂園 17. 吻感 18. 22098（Concert Mix）(新曲) |
| 1998年         | 《22098演唱會》 | 曲目 CD1 1. 22098(Live) 2. 撒哈拉(Live) 3. 情路狂奔(Live) 4. 吻感(Live) 5. 直至消失天與地(Live) 6. 不要哭了(Live) 7. 從沒對我坦白(Live) 8. 你狠心來傷我嗎?(Live) 9. 發現(Live) 10. 從你眼中(Live) 11. 友情歲月(Live) 12. 蒸發眼淚(Live) 13. 你的我(Live) 14. 甘心替代你(Live) CD2 1. 誰可情深愛上(Live) 2. 動地驚天愛戀過(Live) 3. 仍能情深愛上(Live) 4. 打開你未來(Live) 5. 一個為你甘去蹈火海的人(Live) 6. 愛情盛放的季節(Live) 7. 同一秒(Live) 8. 只會因你唱(Live) 9. 我的歌(Live) 10. 感激我遇見(Live) 11. 一生愛你一個(Live) |
| 1998年         | 《98古惑仔龍爭虎鬥電影原聲帶》 | 曲目 |
| 1998年6月      | 《Senses》 | 曲目 1. E病毒 2. 今夕是何夜 3. 感情用事 4. 長髮 5. 原諒我 6. 快相 7. 活在我的心 8. 舊店舖 9. 這10分 10. 這刻天空翻了風 11. E病毒之變種 |
| 1998年         | 《初夏之戀》 | 曲目 1. 初戀 (獨白:鄭伊健) 2. Summer Love - 鄭伊健 3. 天氣的錯 - 鄭伊健 4. 再戀 (獨白:鄭伊健) 5. Together Again - 車沅沅 6. 除非你 - 鄭伊健 7. 我怕愛戀 - 車沅沅 8. 陪你飛 - 鄭伊健 9. I’ll Have To Say I Love You In A Song - Jim Croce 10. 失戀 (獨白:鄭伊健) |
| 1998年         | 《初夏之戀》（國語） | 曲目 |
| 1998年         | 《風雲之雄霸天下電影原聲帶》 | 曲目 風雲：雄霸天下電影原聲帶 1. 風雲 (電影"風雲：雄霸天下"主題曲) 粵語 2. 一對對 (聶風版) 粵語 3. 雄霸天下 音樂 4. 天下會 音樂 5. 父與子 音樂 6. 竹林之戰 音樂 7. 洛山大佛 音樂 8. 血洗步家莊 音樂 9. 一對對(兒童合唱版) 粵語 10. 雲雨 音樂 11. 無雙城 音樂 12. 麒麟臂 音樂 13. 念 音樂 14. 一對對(獨對) 粵語 15. 血戰火麒麟 音樂 16. 絕世好劍 音樂 17. 成也風雲 音樂 18. 敗也風雲 音樂 19. 凡事太盡，緣份誓必早盡 音樂 20. 蟲兒飛(聶風版) 國語 21. 風雲(國語版) 國語 22. 蟲兒飛(兒童合唱版) 風雲 the stormriders EP Disc 1 CD 1. 風雲 2. 一對對 [聶風版] 3. 一對對 [兒童合唱版] 4. 雄霸天下 5. 蟲兒飛 [兒童合唱版] 6. 蟲兒飛 [聶風版] 7. 風雲 [國語版] Disc 2 VCD 1. 風雲 2. 一對對 [聶風版] |
| 1999年3月      | 《Together! 》（收錄電影《幻影特攻》主題曲 懷念著你）                                                                                  | 曲目 1. Together 2. 心信 3. 呼吸與心跳 4. 不如一同回家 5. 值得等 6. 受了傷的飛鳥 7. 回憶裡沒有冬季 8. 憶念著你 9. 2001地球漫遊 10. 愈戰愈勇 11. Together最愛是你(Remix) |
| 1999年         | 《1999映畫館4 MTV》（1DVD） | 曲目 |
| 1999年         | 《戲中戲精選》 | 曲目 1. 風雲 2. 一對對 3. 友情歲月 4. 知己，自己 5. 熱血燃燒 6. 我願你知道 7. 怕甚麼-甚麼也不怕(Remix) 8. 刀光劍影 9. 興波作浪 10. 情與義 11. 甘心替代你 12. 仍能情深愛上 13. 直至消失天與地 14. 情是這樣美 15. 無處不在 |
| 1999年         | 《中華英雄電影原聲帶》 | 曲目 |
| 1999年8月      | 《雙面人》（EP）（收錄無綫電視劇《雙面伊人》主題曲雙面人）                                                                             | 曲目 - 1雙面人 - 2沿途有你 - 3愈戰愈勇 - 4天煞孤星之大海無量 - 5天煞孤星之大海無量 - Radio Mix |
| 1999年         | 《極速傳說電影原聲帶》 | 曲目 |
| 1999年12月     | 《Ekin Magic》 | 曲目 1. 極速 (電影"極速傳說"主題曲) 2. 有你便有我 (電影"極速傳說"插曲) 3. MAGIC 4. 感動害人 5. 之後 6. 讓我開心 7. 我要愛 8. 灰冷心情 9. 無路可走 (電影"極速傳說"插曲) 10. 有你便有我 (攝氏15度的早上) |
| 2000年         | 《東京攻略電影原聲帶》 | 曲目 |
| 2000年         | 《珍重伊健十年精選Treasure》 《國語》                                                                                                  | 曲目 1. 老友萬歲 2. 重逢 3. 選擇你的愛 4. 心如刀割 5. 陪你飛 6. 老天請給我一秒 7. 還能愛誰 8. 偏愛你 9. 風雲 10. 蟲兒飛 11. 愛發狂 12. 全世界的眼淚 13. 至少還有我 14. 天涯海角 15. 但願你知道 |
| 2000年         | 《勝者為王電影原聲帶》 | 曲目 |
| 2000年7月      | 《Beautiful Life》 | 曲目 1. 直腸直肚 2. 一起飛 3. 愛恆溫 4. 愛情歲月 5. 爸爸的汽水 6. 旁觀者迷 7. 一生中一個你 8. 迷香 9. 自動勝利 Let’s Fight 10. 玫瑰不會忘記 |
| 2001年6月      | 《Myself》 | 曲目 1. 一個人戀愛 2. 太陽出來了 3. 老實說話 4. 迷戀 5. 80倍速 6. 要愛一個人 7. 永遠失去 8. 別說戀愛 9. 緣份兩面睇 10. 最高收視 |
| 2001年         | 《The Best Show 3》新歌+精選（2CD） | 曲目 Disc 1 1. 只想你快樂（新歌） 2. 我明白（新歌） 3. 你知幾多？（新歌） 4. 直至消失天與地 5. 天氣的錯 6. 不要哭了（Acoustic Version） 7. 發現 8. 誰可情深如我 9. 動地驚天愛戀過 10. 無處不在 11. 有你便有我 12. 感激我遇見 13. 長髮. 14. 你的我 15. 只會因你唱 16. 友情歲月 17. 甘心替代你 Disc 2 1. 風雲 2. 天煞孤星 3. 一生愛你一個 4. 同一秒 5. 22098全城效應 6. 愛情歲月 7. 吻感 8. 我的歌 9. 極速 10. 從沒對我坦白 11. 打開你未來 12. 仍能情深愛上 13. 一個為你甘去蹈火海的人 14. 心信 15. 情路狂奔 16. 你狠心來傷我嗎 17. Together |
| 2001年         | 《古惑仔最強精選》 | |
| 2001年         | 《鄭伊健卡拉OK精選MTV》（1VCD） | |
| 2004年7月      | 《Discover》（新曲+精選）（收錄電影《勝者為王》、《Bad Boy特攻》、《TVB“數碼暴龍”》主題曲 一起飛、愛恆溫、自動勝利Let's Fight）        | |
| 2004年         | 《小春×伊健好兄弟音樂會卡拉OK MTV》（2VCD）、（DVD）                                                                                   | |
| 2007年         | 《Superstar巨星Karaoke系列之鄭伊健》                                                                                                   | |
| 2009年12月11日 | 《鄭伊健 Friends For Life 新曲+精選(3CD + DVD》                                                                                        | |
| 2011年6月3日   | 《鄭伊健 Beautiful Day 2011演唱會 (Karaoke Live 3 DVD + 2 CD)》                                                                        | |
| 2013年         | 電影盜馬記(收錄:《不如今晚》（粵語）《最好的夜晚》（國語）與陳慧琳、梁家輝合唱)                                                        | |
| 2013年         | 消失的光陰(與陳小春、謝天華、錢嘉樂、林曉峰合唱)                                                                                       | |
| 2014年         | 電影分手100次原聲CD+ DVD (特別收錄: 鄭伊健主唱:" 慣了吧")                                                                              | |
| 2015年2月17日  | 《歲月友情演唱會 LIVE KARAOKE (3DVD) YOUNG & DANGEROUS CONCERT LIVE》                                                                  | |
| 2018年11月     | 電影黃金兄弟原聲帶(收錄鄭伊健、陳小春、林曉峰、謝天華、錢嘉樂合唱主題曲:"一起衝一起闖"(粵)/"一起來一起走"(國)、2018全新版本"友情歲月") | |

## 派台歌曲成績
| 派台歌曲成績（四台）            | 派台歌曲成績（四台）             | 派台歌曲成績（四台） | 派台歌曲成績（四台） | 派台歌曲成績（四台） | 派台歌曲成績（四台） | 派台歌曲成績（四台）                                                                 | 派台歌曲成績（四台）                                                                 |
| ------------------------------- | -------------------------------- | -------------------- | -------------------- | -------------------- | -------------------- | ------------------------------------------------------------------------------------ | ------------------------------------------------------------------------------------ |
| 唱片                            | 歌曲                             | 903                  | RTHK                 | 997                  | TVB                  | 備註                                                                                 | 備註                                                                                 |
| 1991年                          |                                  |                      |                      |                      |                      |                                                                                      |                                                                                      |
| 現代戀曲Especially For You 2    | Home Alone                       | 9                    | 9                    |                      | -                    | 與鄭敬基、蔡濟文合唱 第三屆Cash流行曲創作大賽冠軍歌曲 無綫電視劇《屬雞的男人》主題曲 | 與鄭敬基、蔡濟文合唱 第三屆Cash流行曲創作大賽冠軍歌曲 無綫電視劇《屬雞的男人》主題曲 |
| 1992年                          |                                  |                      |                      |                      |                      |                                                                                      |                                                                                      |
| 不要哭了                        | 不要哭了                         | 26                   | 18                   |                      | -                    |                                                                                      |                                                                                      |
| 不要哭了                        | 動地驚天愛戀過                   | 24                   | 16                   |                      | -                    |                                                                                      |                                                                                      |
| 不要哭了                        | Love is All                      | -                    | /                    |                      | /                    |                                                                                      |                                                                                      |
| 不要哭了                        | 隨便                             | 7                    | 8                    |                      | -                    |                                                                                      |                                                                                      |
| 撒哈拉 / 我有我的溫柔           | 只因你心醉                       | 22                   | -                    |                      | -                    | 與吳君如合唱                                                                         | 與吳君如合唱                                                                         |
| 1993年                          |                                  |                      |                      |                      |                      |                                                                                      |                                                                                      |
| 撒哈拉                          | 撒哈拉                           | 7                    | 7                    |                      | -                    |                                                                                      |                                                                                      |
| 撒哈拉                          | 從沒對我坦白                     | 13                   | 6                    |                      | -                    |                                                                                      |                                                                                      |
| 撒哈拉                          | Lovely Baby                      | 23                   | -                    |                      | -                    |                                                                                      |                                                                                      |
| On Stage                        | 野森林                           | 13                   | 13                   |                      | -                    |                                                                                      |                                                                                      |
| 1994年                          |                                  |                      |                      |                      |                      |                                                                                      |                                                                                      |
| On Stage                        | 愛難留                           | 4                    | 5                    | -                    | -                    |                                                                                      |                                                                                      |
| On Stage                        | 一生愛你一個                     | 10                   | 3                    | -                    | 1                    |                                                                                      |                                                                                      |
| On Stage                        | 老實情人                         | 13                   | -                    | -                    | -                    |                                                                                      |                                                                                      |
| Got To Be Real                  | 仍能情深愛上                     | 10                   | -                    | -                    | -                    | 電影《姊妹情深》主題曲                                                               | 電影《姊妹情深》主題曲                                                               |
| Got To Be Real                  | 情是這樣美                       | -                    | 10                   | -                    | -                    | 無線電視劇《婚姻物語》插曲                                                           | 無線電視劇《婚姻物語》插曲                                                           |
| Got To Be Real                  | 感激我遇見                       | 13                   | -                    | -                    | -                    |                                                                                      |                                                                                      |
| Got To Be Real                  | 9990次想她                       | 11                   | -                    | -                    | -                    |                                                                                      |                                                                                      |
| Got To Be Real                  | 我是你未來                       | 4                    | -                    | -                    | -                    | 叱咤903蘭茜夫人劇場之《讓我愛你一個夏天》主題曲                                      | 叱咤903蘭茜夫人劇場之《讓我愛你一個夏天》主題曲                                      |
| The Best Show                   | 直至消失天與地                   | 3                    | 1                    | -                    | 1                    | 無線電視劇《笑看風雲》插曲                                                           | 無線電視劇《笑看風雲》插曲                                                           |
| 1995年                          |                                  |                      |                      |                      |                      |                                                                                      |                                                                                      |
| The Best Show                   | 無人地帶                         | 13                   | 7                    | -                    | -                    |                                                                                      |                                                                                      |
| The Best Show                   | 愛情盛放的季節                   | 12                   | 9                    | -                    | -                    | 無線電視劇《笑看風雲》插曲                                                           | 無線電視劇《笑看風雲》插曲                                                           |
| Life                            | 一個為妳甘去蹈火海的人           | 1                    | 2                    | -                    | 1                    |                                                                                      |                                                                                      |
| Life                            | 因為妳                           | 16                   | 6                    | -                    | -                    |                                                                                      |                                                                                      |
| Life                            | 吻感                             | 4                    | 3                    | -                    | 1                    |                                                                                      |                                                                                      |
| Earth                           | 只會因你唱                       | 10                   | 1                    | 1                    | 1                    |                                                                                      |                                                                                      |
| Earth                           | Darling                          | -                    | 11                   | -                    | -                    |                                                                                      |                                                                                      |
| Earth                           | 從你眼中                         | 14                   | -                    | -                    | -                    |                                                                                      |                                                                                      |
| Earth                           | 你狠心來傷我嗎?                  | -                    | -                    | -                    | -                    |                                                                                      |                                                                                      |
| Earth                           | 此情難再                         | -                    | -                    | -                    | -                    |                                                                                      |                                                                                      |
| 1996年                          |                                  |                      |                      |                      |                      |                                                                                      |                                                                                      |
| 古惑仔之人在江湖電影原聲帶      | 友情歲月                         | -                    | 3                    | -                    | -                    | 電影《古惑仔之人在江湖》主題曲                                                       | 電影《古惑仔之人在江湖》主題曲                                                       |
| 古惑仔之人在江湖電影原聲帶      | 知己 自己                        | -                    | -                    | -                    | -                    | 與風火海合唱 電影《古惑仔2之猛龍過江》主題曲                                         | 與風火海合唱 電影《古惑仔2之猛龍過江》主題曲                                         |
| 如果天空要下雨                  | 情路狂奔                         | -                    | 3                    | -                    | -                    |                                                                                      |                                                                                      |
| 如果天空要下雨                  | 我的歌                           | -                    | 2                    | -                    | -                    |                                                                                      |                                                                                      |
| 如果天空要下雨                  | 如果天空要下雨                   | -                    | 11                   | -                    | -                    | 與譚小環合唱                                                                         | 與譚小環合唱                                                                         |
| 如果天空要下雨                  | 可樂                             | -                    | -                    | -                    | -                    | 電影《百分百感覺》插曲                                                               | 電影《百分百感覺》插曲                                                               |
| 如果天空要下雨                  | 甘心替代你                       | -                    | 17                   | -                    | -                    | 電影《古惑仔3之隻手遮天》插曲                                                        | 電影《古惑仔3之隻手遮天》插曲                                                        |
| Life II                         | 發現                             | 1                    | 1                    | 1                    | 1                    | 首支四台冠軍歌 黃埔新天地電視廣告主題曲                                              | 首支四台冠軍歌 黃埔新天地電視廣告主題曲                                              |
| 1997年                          |                                  |                      |                      |                      |                      |                                                                                      |                                                                                      |
| Life II                         | 你的我                           | -                    | 3                    | -                    | 3                    |                                                                                      |                                                                                      |
| 兒童樂園                        | 兒童樂園                         | -                    | -                    | -                    | -                    |                                                                                      |                                                                                      |
| Eternity                        | 誰可情深如我                     | 1                    | 3                    | 1                    | 3                    | TSL謝瑞麟「情牽今生」電視廣告主題曲                                                  | TSL謝瑞麟「情牽今生」電視廣告主題曲                                                  |
| Eternity                        | 打開你未來                       | -                    | 3                    | -                    | -                    |                                                                                      |                                                                                      |
| The Best Show 2                 | 無處不在                         | 3                    | 2                    | -                    | 1                    | 電影《愛上百分百英雄》主題曲                                                         | 電影《愛上百分百英雄》主題曲                                                         |
| The Best Show 2                 | 22098（全城效應）                | 11                   | 1                    | 1                    | 2                    | 《鄭伊健22098全城效應演唱會》主題曲                                                  | 《鄭伊健22098全城效應演唱會》主題曲                                                  |
| 1998年                          |                                  |                      |                      |                      |                      |                                                                                      |                                                                                      |
| The Best Show 2                 | 同一秒                           | 4                    | 3                    | 2                    | 1                    |                                                                                      |                                                                                      |
| 98古惑仔龍爭虎鬥電影原聲大碟    | 興波作浪(龍爭虎鬥)               | 20                   | -                    | -                    | -                    | 與Zen合唱 電影《98古惑仔之龍爭虎鬥》主題曲                                           | 與Zen合唱 電影《98古惑仔之龍爭虎鬥》主題曲                                           |
| Senses                          | E病毒                            | 6                    | 5                    | 1                    | 4                    |                                                                                      |                                                                                      |
| Senses                          | 長髮                             | 2                    | 3                    | 3                    | 3                    |                                                                                      |                                                                                      |
| Senses                          | 感情用事                         | 5                    | 10                   | -                    | -                    |                                                                                      |                                                                                      |
| Senses                          | 今夕是何夜                       | -                    | -                    | 7                    | -                    |                                                                                      |                                                                                      |
| 風雲之雄霸天下電影原聱帶        | 風雲                             | 1                    | 9                    | 14                   | 5                    | 電影《風雲：雄霸天下》主題曲                                                         | 電影《風雲：雄霸天下》主題曲                                                         |
| 初夏之                          | 天氣的錯                         | 1                    | 1                    | 1                    | 1                    | 四台冠軍歌                                                                           | 四台冠軍歌                                                                           |
| 初夏之                          | 陪你飛                           | 15                   | 10                   | 15                   | -                    |                                                                                      |                                                                                      |
|                                 | 一往情深                         | 6                    | 9                    | 18                   | 7                    | 與梁詠琪合唱 音樂劇《仲夏夜狂想曲》主題曲                                            | 與梁詠琪合唱 音樂劇《仲夏夜狂想曲》主題曲                                            |
| 1999年                          |                                  |                      |                      |                      |                      |                                                                                      |                                                                                      |
|                                 | 印象                             | 7                    | 18                   | -                    | 7                    | 與陳小春、楊千嬅、梁詠琪合唱 音樂劇《仲夏夜狂想曲》歌曲 翻唱許冠傑作品               | 與陳小春、楊千嬅、梁詠琪合唱 音樂劇《仲夏夜狂想曲》歌曲 翻唱許冠傑作品               |
| Together                        | Together                         | 1                    | 1                    | 1                    | 1                    | 四台冠軍歌                                                                           | 四台冠軍歌                                                                           |
| Together                        | 回憶裡沒有冬季                   | 2                    | 5                    | 1                    | 3                    |                                                                                      |                                                                                      |
| Together                        | 值得等                           | 17                   | 3                    | -                    | -                    |                                                                                      |                                                                                      |
| 中華英雄電影原聲帶              | 天煞孤星                         | 1                    | -                    | -                    | 2                    | 電影《中華英雄》主題曲                                                               | 電影《中華英雄》主題曲                                                               |
| 雙面人                          | 雙面人                           | 3                    | 9                    | -                    | 2                    | 無綫電視劇《雙面伊人》主題曲                                                         | 無綫電視劇《雙面伊人》主題曲                                                         |
| Ekin Magic                      | 有你便有我                       | 9                    | 2                    | 5                    | 3                    | 電影《極速傳說》插曲                                                                 | 電影《極速傳說》插曲                                                                 |
| Ekin Magic                      | 極速                             | 2                    | 3                    | 3                    | 3                    | 電影《極速傳說》主題曲                                                               | 電影《極速傳說》主題曲                                                               |
| 2000年                          |                                  |                      |                      |                      |                      |                                                                                      |                                                                                      |
| Ekin Magic                      | Magic                            | 4                    | -                    | -                    | -                    | 電影《東京攻略》主題曲                                                               | 電影《東京攻略》主題曲                                                               |
| 珍重伊健                        | 選擇你的愛                       | -                    | -                    | -                    | 10                   |                                                                                      |                                                                                      |
| Beautiful Life                  | 直腸直肚                         | 14                   | -                    | 20                   | -                    |                                                                                      |                                                                                      |
| Beautiful Life                  | 愛情歲月                         | 6                    | 10                   | 16                   | 10                   | 電影《勝者為王》插曲                                                                 | 電影《勝者為王》插曲                                                                 |
| Beautiful Life                  | 爸爸的汽水                       | 18                   | -                    | -                    | -                    |                                                                                      |                                                                                      |
| 英皇盛世 Vol.4                  | Bad Boy                          | 5                    | 6                    | 5                    | 2                    | 電影《Bad Boy特攻》主題曲                                                            | 電影《Bad Boy特攻》主題曲                                                            |
| 2001年                          |                                  |                      |                      |                      |                      |                                                                                      |                                                                                      |
| Myself                          | 一個人戀愛                       | 3                    | 1                    | 1                    | 1                    |                                                                                      |                                                                                      |
| Myself                          | 迷戀                             | 6                    | -                    | 7                    | -                    |                                                                                      |                                                                                      |
| Myself                          | 太陽出來了                       | 8                    | -                    | 10                   | -                    |                                                                                      |                                                                                      |
| 鴿子園廣播劇全集+原聲音樂       | 夏桑菊                           | 11                   | ×                    | ×                    | ×                    | 商業二台廣播劇《鴿子園》主題曲                                                       | 商業二台廣播劇《鴿子園》主題曲                                                       |
| 2004年                          |                                  |                      |                      |                      |                      |                                                                                      |                                                                                      |
| Discover                        | 心照                             | 2                    | 1                    | 2                    | 2                    |                                                                                      |                                                                                      |
| Discover                        | 內傷                             | 4                    | 3                    | 2                    | -                    |                                                                                      |                                                                                      |
| Discover                        | 別讓我見到他                     | -                    | -                    | -                    | -                    |                                                                                      |                                                                                      |
| 2009年                          |                                  |                      |                      |                      |                      |                                                                                      |                                                                                      |
| Friends for Life                | 新歌                             | 7                    | 8                    | -                    | 8                    |                                                                                      |                                                                                      |
| Friends for Life                | 幾多                             | -                    | 15                   | 4                    | -                    |                                                                                      |                                                                                      |
| 風雲II VS 風雲義                | 風雲義                           | 8                    | -                    | -                    | -                    | 與郭富城合唱 電影《風雲II》主題曲                                                    | 與郭富城合唱 電影《風雲II》主題曲                                                    |
| 2011年                          |                                  |                      |                      |                      |                      |                                                                                      |                                                                                      |
| 郑伊健 Beautiful Day 2011演唱会 | Beautiful Day                    | 3                    | 4                    | 2                    | 4                    |                                                                                      |                                                                                      |
| 2012年                          |                                  |                      |                      |                      |                      |                                                                                      |                                                                                      |
|                                 | For U & Me                       | 6                    | -                    | -                    | 1                    |                                                                                      |                                                                                      |
| 2013年                          |                                  |                      |                      |                      |                      |                                                                                      |                                                                                      |
| 消失的光陰                      | 消失的光陰                       | 5                    | 12                   | 6                    | -                    | 與陳小春、謝天華、錢嘉樂、林曉峰合唱 《歲月友情演唱會》主題曲                        | 與陳小春、謝天華、錢嘉樂、林曉峰合唱 《歲月友情演唱會》主題曲                        |
| 2014年                          |                                  |                      |                      |                      |                      |                                                                                      |                                                                                      |
|                                 | 不如今晚                         | -                    | -                    | -                    | -                    | 與梁家輝、陳慧琳合唱 電影《盜馬記》主題曲                                            | 與梁家輝、陳慧琳合唱 電影《盜馬記》主題曲                                            |
|                                 | 消失的光陰（Pop Summer Version） | -                    | -                    | -                    | -                    | 與陳小春、謝天華、錢嘉樂、林曉峰合唱                                                 | 與陳小春、謝天華、錢嘉樂、林曉峰合唱                                                 |
| 分手100次 電影原聲大碟          | 慣了吧                           | 18                   | -                    | -                    | -                    | 電影《分手100次》插曲                                                                | 電影《分手100次》插曲                                                                |
| 2015年                          |                                  |                      |                      |                      |                      |                                                                                      |                                                                                      |
|                                 | 來吧！人類要奔放                 | -                    | -                    | 4                    | ×                    | 群星合唱 電影《全力扣殺》主題曲                                                      | 群星合唱 電影《全力扣殺》主題曲                                                      |
| 2018年                          |                                  |                      |                      |                      |                      |                                                                                      |                                                                                      |
| 黃金兄弟 電影原聲               | 一起衝一起闖                     | -                    | -                    | -                    | -                    | 與陳小春、謝天華、錢嘉樂、林曉峰合唱 電影《黃金兄弟》主題曲                          | 與陳小春、謝天華、錢嘉樂、林曉峰合唱 電影《黃金兄弟》主題曲                          |
| 黃金兄弟 電影原聲               | 友情歲月                         | 17                   | -                    | -                    | -                    | 與陳小春、謝天華、錢嘉樂、林曉峰合唱 電影《黃金兄弟》插曲                            | 與陳小春、謝天華、錢嘉樂、林曉峰合唱 電影《黃金兄弟》插曲                            |
| 2019年                          |                                  |                      |                      |                      |                      |                                                                                      |                                                                                      |
| Journey To Nowhere              | 時光歲月                         | 4                    | -                    | 2                    | -                    | 以「鄭伊麵」名義推出 與Nowhere Boys合唱                                              | 以「鄭伊麵」名義推出 與Nowhere Boys合唱                                              |
| 派台歌曲成績（五台）            |                                  |                      |                      |                      |                      |                                                                                      |                                                                                      |
| 唱片                            | 歌曲                             | 903                  | RTHK                 | 997                  | TVB                  | ViuTV                                                                                | 備註                                                                                 |
| 2021年                          |                                  |                      |                      |                      |                      |                                                                                      |                                                                                      |
|                                 | Stronger                         | -                    | 11                   | 1                    | 5                    | 7                                                                                    | 永明金融廣告歌 加拿大至 HIT 中文歌曲排行榜：1                                        |
| 2022年                          |                                  |                      |                      |                      |                      |                                                                                      |                                                                                      |
|                                 | 遇怪魔我識得變大個               | 13                   | 1                    | -                    | -                    | -                                                                                    | 電影《深宵閃避球》主題曲 加拿大至 HIT 中文歌曲排行榜：8                              |
| 2024年                          |                                  |                      |                      |                      |                      |                                                                                      |                                                                                      |
|                                 | 久別重逢                         | -                    | -                    | -                    | ×                    | 2                                                                                    | 與陳卓賢合唱 電影《久別重逢》主題曲 翌年上榜 加拿大至 HIT 中文歌曲排行榜：1          |

| 各台冠軍歌總數 | 各台冠軍歌總數 | 各台冠軍歌總數 | 各台冠軍歌總數 | 各台冠軍歌總數 | 各台冠軍歌總數    | 各台冠軍歌總數    |
| -------------- | -------------- | -------------- | -------------- | -------------- | ----------------- | ----------------- |
| 四台a          | 903            | RTHK           | 997            | TVB            | 備註              | 備註              |
| 四台a          | 6              | 9              | 10             | 10             | 四台冠軍歌總數: 3 | 四台冠軍歌總數: 3 |
| 五台b          | 903            | RTHK           | 997            | TVB            | ViuTV             | 備註              |
| 五台b          | 0              | 1              | 1              | 0              | 0                 | 五台冠軍歌總數：0 |

- （*）上榜中
- （-）未能上榜
- （×）沒有派往該台
- （(1)）兩週冠軍
- ^  注解a：包括2020年後的冠軍歌曲
- ^  注解b：2020年起

### 演出

#### 公益活動
| 年份   | 活動名稱                                                                                     |
| ------ | -------------------------------------------------------------------------------------------- |
| 2007年 | 《世界自然基金會：愛海洋．愛鯨鯊》                                                           |
| 2008年 | 《海洋與我．我予海洋》（世界自然基金會）                                                     |
| 2009年 | 《Bulgari 救助兒童會慈善活動》（Bulgari Charity Photo)                                       |
| 2011年 | 《柬埔寨-傳愛全心助孩童》（國際培幼會）                                                      |
| 2014年 | 《粉紅絲帶乳癌防治宣導活動短片》（台灣）                                                     |
| 2014年 | 《慈善T恤倡環保活動》(世界自然基金會香港分會 X 觀瀾湖MissionHills)                           |
| 2014年 | 《1600熊貓遊》(世界自然基金會推動保育, 可持續發展訊息)                                       |
| 2014年 | 《鄭伊健Ice Bucket Challenge短片》(《肌萎縮性脊髓側索硬化症 (ALS)基金會》籌款活動)           |
| 2014年 | 《支持南韓仁川市將舉辦第二屆亞洲殘疾人運動會》(敢‧ 追夢―鄭伊健 X 香港羽毛球運動員陳浩源短片) |

#### 節目主持及參與
| 首播年份 | 播出频道   | 節目名稱 |
| -------- | ---------- | --- |
| 1988年   | TVB        | 《》兒童節目 |
| 1989年   | TVB        | 《青春前線》 |
| 1989年   | TVB        | 《陽光節拍一小時》 |
| 1990年   | TVB        | 《留學啟示錄》 |
| 1992年   | TVB        | 《海陸空旅遊大競賽》 |
| 1994年   | TVB        | 《國際航空小姐選舉》 |
| 1995年   | TVB        | 《康泰最緊要好玩之俄羅斯、東歐特輯》 |
| 1995年   | TVB        | 《鄭伊健奇趣東遊記》 |
| 1995年   | 台視       | 《龍兄虎弟》 |
| 1997年   | TVB        | 《回到未紅時》 |
| 1998年   | TVB        | 《清潔香港清王清霸頒獎禮》 |
| 2003年   | TVB        | 《紅星會 與鄭伊健同行》 |
| 2005年   | TVB        | 《奇幻潮》 |
| 2006年   | TVB        | 《向世界出發》『泰國布吉患難‧情真』 |
| 2008年   | TVB        | 《好友移城》 |
| 2009年   | TVB        | 《My name is 邦》 |
| 2010年   | 湖南衛視   | 《勇往直前 -- 日本環保之旅》 |
| 2010年   | CCTV3      | 《歡樂中國行》 |
| 2010年   | -          | 《可凡傾聽》 |
| 2011年   | TVB        | 《鄭伊健BEAUTIFUL LIFE》 |
| 2011年   | TVB        | 《吹水同鄉會》 |
| 2012年   | 台視       | 《2012超級巨星紅白藝能大賞》 |
| 2012年   | TVB        | 《快樂地圖之瓦努阿圖》（5/7, 6/7, 9/7 播出） |
| 2012年   | TVB        | 《最佳男主角》第七集（16/10播出） |
| 2013年   | TVB        | 《度身訂造旅行團之澳洲》(15/5-26/5 拍攝, 18,19,20,23/9推出) |
| 2013年   | 深圳衛視   | 《年代秀》 |
| 2013年   | 中天綜合台 | 《康熙來了》（03/07播出） |
| 2013年   | 安徽衛視   | 《非常静距离》（04/01播出） |
| 2014年   | 台視       | 《2014超級巨星紅白藝能大賞》 |
| 2014年   | 深圳衛視   | 《年代秀》 |
| 2014年   | 湖南衛視   | 《快樂大本營》（03/15播出） |
| 2014年   | TVB        | 《快樂聯盟》第三集 客串主持（05/18播出） |
| 2014年   | 深圳衛視   | 《极速前进中国版第一季》（10/17播出第一回：NYC）（10/24播出第二回：紐約）（10/31播出第三回：印度）（11/07播出第四回：齋浦爾）（11/14播出第五回：杜拜）（11/21播出第六回：沙迦和阿萊茵）(參加者與陳小春同組) |
| 2015年   | 江蘇衛視   | 《除夕倒數》31/12/15 |
| 2016年   | TVB        | 《離家出走自己友》之澳洲（03/1/16播出） |
| 2016年   | 浙江衛視   | 《來吧冠軍》第一季 羽毛球（05/15播出） |
| 2017年   | 山東衛視   | 《超強音浪》（06/8/17播出） |
| 2017年   | 四川衛視   | 《圍爐音樂會》（14/9/17 播出） |
| 2018年   | TVB        | 《萬千星輝賀台慶》特別嘉賓（19/11/2018播出） |
| 2022年   | ViuTV      | 《爆谷一周》嘉賓（第33集）（08/10/2022播出） |

#### 電視劇
| 年份   | 地區.頻道             | 劇名                       | 飾演              |
| ------ | --------------------- | -------------------------- | ----------------- |
| 1987   | 香港.翡翠台           | 城市故事                   | 酒樓侍應          |
| 1987   | 香港.翡翠台           | 正印冤家                   | 記者              |
| 1987   | 香港.翡翠台           | 大明群英                   |                   |
| 1987   | 香港.翡翠台           | 人海綠皮書                 | 癌症病患者        |
| 1987   | 香港.翡翠台           | 鐳射青春                   | 周明              |
| 1987   | 香港.翡翠台           | 書劍恩仇錄                 | 回部部將          |
| 1987   | 香港.翡翠台           | 成吉思汗                   | 朮赤              |
| 1990   | 香港.翡翠台           | 阿二一族                   | 張家樹            |
| 1990   | 香港.翡翠台           | 燃燒歲月                   | 米家豐            |
| 1990   | 香港.翡翠台           | 天若有情                   | 魯德培            |
| 1991   | 香港.翡翠台           | 男人勿近                   | 脫城津            |
| 1991   | 香港.翡翠台           | 命運快車                   | 姜世杰            |
| 1991   | 香港.翡翠台           | 蜀山奇俠之仙侶奇緣         | 石生              |
| 1991   | 香港.翡翠台           | 閉門一家千                 | 游乃球            |
| 1991   | 台灣/香港.TVBS/翡翠台 | 我愛玫瑰園，客串           | 鮑少勳            |
| 1991   | 香港.翡翠台           | 月兒彎彎照九州             | 杜梓楓            |
| 1992   | 香港.翡翠台           | 92鍾無艷                   | 晉                |
| 1992   | 香港.翡翠台           | 血璽金刀                   | 凌岸楓            |
| 1992   | 海外發行.無綫電視     | 中神通王重陽               | 阿狗/王重陽       |
| 1992   | 香港.翡翠台           | 九反威龍                   | 劉景聲            |
| 1993   | 香港.翡翠台           | 極度空靈之入夢             | 陳洋              |
| 1993   | 香港.翡翠台           | 金蛇郎君                   | 解連環            |
| 1994   | 香港.翡翠台           | 孤星劍                     | 段浪              |
| 1994   | 香港.翡翠台           | 射鵰英雄傳之南帝北丐       | 展智興/南帝段智興 |
| 1994   | 香港.翡翠台           | 婚姻物語                   | 程方中            |
| 1994   | 台灣/香港.TVBS/翡翠台 | 笑看風雲                   | 包文龍            |
| 1994   | 台灣                  | 新包青天之劫聖旨（未播映） | 少年將軍          |
| 1995   | 香港.翡翠台           | 殺手風雷                   | 雷敬華            |
| 1999   | 台灣/香港.TVBS/翡翠台 | 雙面伊人                   | 姚樂天            |
| 2001   | 台灣/香港.華視/翡翠台 | 小寶與康熙，台譯：鹿鼎記   | 陳近南            |
| 2001   | 台灣.華視             | 新楚留香                   | 李尋歡            |
| 2002   | 香港.翡翠台           | 香港明星迷，客串           |                   |
| 2004   | 香港.翡翠台           | 赤沙印記@四葉草.2，客串    | 排球隊隊員        |
| 2005   | 台灣/香港.TVBS/翡翠台 | 隨時候命                   | 高可風            |
| 2007   | 台灣/中國.衛視中文台/ | 霍元甲                     | 霍元甲            |
| 2023   | 中國                  | 最燦爛的我們               | 梁巍              |
| 2024   | 台灣                  | 百萬人推理                 |                   |
| 已擱置 | 因版權問題停止拍攝    | PROJECT ULTRAMAN           | 超人艾利特        |

#### 電影

##### 1990年代
| 年代 | 片名                           | 角色           | 職務        | 香港票房（港元） | 合作演員 / 備註                                                    |
| 1992 | 應召女郎1988之二：現代應召女郎 | 阿安           | 演員        | 8,844,721        | 馮寶寶、劉嘉玲、許志安、羅美薇、周慧敏、                           |
| 1993 | 超級學校霸王                   | 阿健 (金毛王)  | 演員        | 18,294,196       | 劉德華、張學友、張衛健、邱淑貞、任達華、郭富城、楊采妮、許志安     |
| 1993 | 追男仔                         | 李志高         | 演員        | 11,860,869       | 林青霞、梁家輝、張學友、邱淑貞、張曼玉、吳耀漢、吳君如、林志穎     |
| 1994 | 神龍賭聖之旗開得勝             | 任天仇         | 演員        | 14,094,286       | 梁朝偉、梁家輝、曾志偉、吳君如、陳加玲、麥家琪                     |
| 1994 | 人魚傳說 (電影)                | 阿志           | 演員        | 3,250,291        | 金城武、鄭則仕、麥家琪、苑瓊丹、鍾麗緹                             |
| 1994 | 男兒當入樽                     | 高秋           | 演員        | 3,147,159        | 古天樂、鄭則仕、麥家琪、吳大維                                     |
| 1994 | 風塵三女俠                     | Mike           | 演員        | 4,214,157        | 李麗珍、陳雅倫、梁思敏、陳國邦、陳啟泰、陸劍明、苑瓊丹、樊亦敏     |
| 1994 | 新英雄本色                     | 唐俊 / 王灿    | 演員        | 8,177,647        | 劉青雲、王敏德、邱淑貞、黃霑、倪星、林國斌                         |
| 1995 | 不道德的禮物                   | 林樂水         | 演員        | 8,133,435        | 邱淑貞、王敏德                                                     |
| 1995 | 廟街故事                       | 黃廟           | 演員        | 7,873,209        | 葛民輝、吳倩蓮、劉曉彤                                             |
| 1996 | 古惑仔之人在江湖               | 陳浩南         | 演員        | 21,115,357       | 陳小春、黎姿、謝天華、林曉峰、朱永棠、任達華、吳志雄、吳鎮宇       |
| 1996 | 古惑仔2之猛龍過江              | 陳浩南         | 演員        | 22,493,617       | 陳小春、黎姿、謝天華、林曉峰、朱永棠、任達華、黃秋生、邱淑貞       |
| 1996 | 古惑仔3之隻手遮天              | 陳浩南         | 演員        | 19,495,558       | 陳小春、黎姿、謝天華、林曉峰、朱永棠、任達華、黃秋生、莫文蔚       |
| 1996 | 百分百感覺                     | Jerry          | 演員        | 20,805,282       | 鄭秀文、葛民輝、梁詠琪                                             |
| 1996 | 百分百啱Feel                   | Marco          | 演員        | 15,887,030       | 鄭秀文、葛民輝、張達明、梁詠琪                                     |
| 1997 | 97古惑仔之戰無不勝             | 陳浩南         | 演員        | 15,793,320       | 陳小春、李嘉欣、謝天華、林曉峰、朱永棠、萬梓良、黃秋生、張耀揚、   |
| 1997 | 愛上百份百英雄                 | 飛機           | 演員        | 7,386,850        | 陳小春、梁詠琪、徐若瑄、方中信、羅家英                             |
| 1998 | 98古惑仔之龍爭虎鬥             | 陳浩南         | 演員        | 12,875,820       | 舒淇、錢嘉樂、林曉峰、朱永棠、黃秋生、吳君如、尹揚明、鄭浩南、秦沛 |
| 1998 | 古惑仔情義篇之洪興十三妹       | 陳浩南         | 演員 (客串) | 4,261,745        | 吳君如、尹揚明、楊恭如、方中信、舒淇、吳孟達、程東、吳鎮宇、吳志雄 |
| 1998 | 風雲：雄霸天下                 | 聶風           | 演員        | 41,398,555       | 郭富城、楊恭如、謝天華、舒淇、千葉真一、鄭丹瑞、張耀揚、吳志雄     |
| 1998 | 幻影特攻                       | 溫得高 (Tango) | 演員        | 9,296,675        | 陳小春、陳慧琳、尹子維                                             |
| 1999 | 中華英雄                       | 華英雄         | 演員        | 23,368,902       | 謝霆鋒、楊恭如、舒淇、元彪、鄭浩南、林曉峰、尹揚明、黃秋生         |
| 1999 | 龍火                           | 澡客           | 演員 (客串) |                  | 袁詠儀、張智霖、張學友                                             |
| 1999 | 烈火戰車2極速傳說              | 余達速 (Sky)   | 演員        | 19,439,085       | 張柏芝、譚耀文、林曉峰、柯受良、陳豪、任達華、車沅沅、林熙蕾       |

##### 2000年代
| 年代 | 片名                  | 角色               | 職務        | 香港票房（港元） | 合作演員 / 備註                                                                                           |
| 2000 | 友情歲月之山雞故事    | 陳浩南             | 演員 (客串) | 6,716,872        | 陳小春、梁詠琪、林曉峰、謝天華、朱永棠、吳志雄                                                            |
| 2000 | 東京攻略              | 畢大勇             | 演員        | 28,187,905       | 梁朝偉、張柏芝、陳慧琳、阿部寬                                                                            |
| 2000 | 決戰紫禁之巔          | 西門吹雪           | 演員        | 21,332,884       | 劉德華、張家輝、楊恭如、趙薇、林曉峰、天心、徐錦江、徐少強                                                |
| 2000 | 辣手回春              | 陳子英             | 演員        | 14,219,885       | 陳小春、張柏芝、許紹雄、林雪、黃浩然、黃文慧                                                              |
| 2000 | Bad Boy特攻           | 陳恩勁 (King Chan) | 演員        | 7,266,320        | 古天樂、楊恭如、舒淇、柯受良、柯一正、陳曉東、林熙蕾、鄭浩南                                              |
| 2000 | 勝者為王              | 陳浩南             | 演員        | 7,709,039        | 陳小春、林曉峰、謝天華、錢嘉樂、黎姿、舒淇、吳君如、張耀揚、安雅 (演員)、千葉真一、陳松勇、柯受良、朱永棠 |
| 2001 | 九龍冰室              | 九紋龍 / 文諾言    | 演員        | 5,312,824        | 林雪、谷峰、黃品源、莫文蔚、李彩樺、杜汶澤、呂頌賢 - 曾獲提名台灣金馬獎最佳男主角                         |
| 2001 | 拳神                  | 達克(少年)         | 演員 (客串) | 4,904,825        | 王力宏、楊恭如、梁詠琪、錢嘉樂、馮德倫、洪金寶                                                            |
| 2001 | 蜀山傳                | 玄天宗             | 演員        | 11,757,088       | 張柏芝、古天樂、吴京、林熙蕾、譚耀文、張耀揚、元彪                                                        |
| 2001 | 暗戰2                 | 大賊魔術師         | 演員        | 5,937,545        | 劉青雲、林雪、許紹雄、黃卓玲、林熙蕾                                                                      |
| 2002 | 無限復活              | 李伯仁             | 演員        | 4,006,900        | 張柏芝、關繼威                                                                                            |
| 2002 | 當男人變成女人        | Tom Kan            | 演員        | 1,403,850        | 舒淇、古天樂、謝天華、張達明、王敏德                                                                      |
| 2002 | 我老婆唔夠秤          | 張十三             | 演員        | 7,265,131        | 蔡卓妍、林珊珊、廖碧兒、吳耀漢、車婉婉、鄧健泓                                                            |
| 2003 | 人妖打排球 (泰國電影) | 伊健               | 配音        |                  | 張柏芝、關繼威                                                                                            |
| 2003 | 雙雄                  | 李文健             | 演員        | 8,453,877        | 黎明、吳鎮宇、林嘉欣                                                                                      |
| 2003 | 炮製女朋友            | 林祖               | 演員        |                  | 趙薇、梁靜、吳耀漢                                                                                        |
| 2003 | 戀之風景              | 德森               | 演員        |                  | 林嘉欣、劉燁                                                                                              |
| 2003 | 安娜與武林            | 紀大健             | 演員        |                  | 楊千嬅、許紹雄、何韻詩、黃又南、劉以達                                                                    |
| 2003 | 千機變                | Reeve              | 演員        | 28,423,960       | 成龍、Twins、陳冠希、黃秋生、何超儀                                                                       |
| 2004 | 見習黑玫瑰            | 羅大               | 演員        | 10,153,322       | Twins、黃真真、毛舜筠                                                                                     |
| 2004 | 阿孖有難              | 姚俊 / 姚俊文      | 演員        |                  | 蔡卓妍、黃子華、林海峰、鍾鎮濤                                                                            |
| 2004 | 死亡寫真              | 姚俊 / 姚俊文      | 演員(客串)  |                  | 黃婉伶 |
| 2004 | 六壯士                | 阿狼               | 演員        |                  | 林嘉欣、林子祥、許志安、李克勤、杜汶澤                                                                    |
| 2005 | 後備甜心              | Jack               | 演員        |                  | 林嘉欣、曾志偉、許紹雄、錢嘉樂                                                                            |
| 2005 | 三岔口                | 杜厚生             | 演員        | 6,349,209        | 郭富城、吳彥祖、李心潔、羅嘉良、寧靜                                                                      |
| 2006 | 我要成名              | 鄭伊健             | 演員(客串)  |                  | 劉青雲、霍思燕                                                                                            |
| 2006 | 天行者                | 葉秋               | 演員        |                  | 張智霖、方中信、葛民輝、馮德倫、狄龍、黎耀祥                                                              |
| 2007 | 森冤                  | 沈澍海             | 演員        |                  | 舒淇、李彩樺、林雪                                                                                        |
| 2008 | 第一誡                | 黃耀祖督察         | 演員        |                  | 余文樂、谢宛谕、李蘊 - 獲2008年富川國際奇幻影展最佳男演員                                                 |
| 2009 | KAMUI外傳 (日本電影)  | 忍者大頭           | 演員        |                  | 松山健一、伊藤英明、佐藤浩市、小林薫、小雪                                                                |
| 2009 | 親密                  | 湯少               | 演員        |                  | 林嘉欣、許志安、駱應鈞                                                                                    |
| 2009 | 風雲II                | 聶風               | 演員        | 15,390,000       | 郭富城、蔡卓妍、唐嫣、譚耀文、何家勁、任達華、謝霆鋒                                                      |

##### 2010年代
| 年代 | 片名                             | 角色            | 職務       | 香港票房（港元） | 合作演員 / 備註                                        |
| 2010 | 飛砂風中轉                       | 燕子文 / 王子文 | 第一男主角 |                  | 陳小春、方中信、葉璇、余安安、劉浩龍                   |
| 2010 | 月滿軒尼詩                       | 牙醫            | 客串       |                  | 張學友、湯唯                                           |
| 2011 | 東成西就2011                     | 大雄            | 演員       |                  | 鐘鎮濤、陳奕迅、李宗盛、房祖名                         |
| 2011 | 無價之寶                         | 路志明          | 客串       |                  | 張柏芝、鄭中基                                         |
| 2011 | 戀夏，戀夏，戀戀下               | 潔癖患者        | 客串       |                  | 方力申、敖犬、小肥、江若琳、張馨予、劉羽琦、楊梓瑤     |
| 2011 | 兔俠傳奇 (3D 動畫)               | 熊天霸          | 配音       |                  | 陳奐仁、謝安琪、泰迪·羅賓                              |
| 2012 | 春嬌與志明                       | 鄭伊健          | 客串       | 27,974,902       | 楊千嬅、余文樂、楊冪、徐崢、黃曉明                     |
| 2012 | 我老婆唔夠秤II：我老公唔生性     | 張十三          | 第一男主角 | 10,813,827       | 蔡卓妍、張歆藝、徐正曦、鄭欣宜、王祖藍                 |
| 2013 | 忠烈楊家將                       | 楊延平 (大郎)   | 第一男主角 | 6,415,445        | 鄭少秋、于波、周渝民、李晨、林峯、吳尊、付辛博、安以軒 |
| 2014 | 大话天仙                         | 毛松            | 第一男主角 |                  | 孫儷、鄭中基、郭德纲                                   |
| 2014 | 盜馬記                           | 張浩            | 第二男主角 |                  | 陳慧琳、梁家輝、曾志偉、王祖藍                         |
| 2014 | 分手100次 (又名：不再说分手)     | 王文森          | 第一男主角 |                  | 周秀娜、王菀之、C AllStar                              |
| 2015 | 全力扣殺                         | 劉丹            | 第一男主角 |                  | 何超儀、謝君豪、邵音音                                 |
| 2015 | 吸血鬼之戀                       | Derek           | 特別演出   |                  | 桐谷美玲、戶塚祥太、崔振赫、孟耿如                     |
| 2015 | 煎饼侠                           | 鄭伊健          | 客串       |                  |                                                        |
| 2016 | IGirl 夢情人 (又名:我的極品女神) | 林曉峰          | 第一男主角 |                  | 周秀娜、林子聰、何浩文、鄭欣宜、文凱玲                 |
| 2017 | 小男人週記3之吾家有喜            | Bobo 之好友     | 客串       |                  |                                                        |
| 2017 | 指甲刀人魔                       | Wayne Zhao      | 特別演出   |                  |                                                        |
| 2017 | Emoji大冒險                      | Gene            | 配音       |                  | 林曉峰、麥明詩                                         |
| 2018 | 黃金兄弟                         | 獅王            | 第一男主角 |                  | 陳小春、錢嘉樂、林曉峰、謝天華、曾志偉、張宇           |
| 2018 | 三國殺·幻                        | 羅文            | 第一男主角 |                  | 賈青、林曉峰、謝天華、于榮光                           |

##### 2020年代
| 年代   | 片名       | 角色   | 職務   | 香港票房（港元） | 合作演員 / 備註                                        |
| 2022   | 深宵閃避球 | 劉志聰 | 演員   |                  | 周家怡、錢嘉樂、李靖筠、陳海寧、雲浩影、黃淑蔓、鍾雪瑩 |
| 2024   | 久別重逢   | 蘇昇華 | 男主角 |                  | 陳卓賢、許恩怡、蔡思韵                                 |
| 待上映 | 洗碗天團   | 鄭花倫 | 男主角 |                  | 任賢齊、潘燦良                                         |

### 個人演唱會
| 編號 | 名稱                                        | 日期                        | 場館                                                    | 場次 | 備註               |
| ---- | ------------------------------------------- | --------------------------- | ------------------------------------------------------- | ---- | ------------------ |
| 1    | 《鄭伊健My Best Show》                      | 1995年1月26日               | 香港文化中心                                            | 1    |                    |
| 2    | 《鄭伊健真情夏日派對》                      | 1995年6月29日               | 紅磡香港體育館                                          | 1    | 首次個人紅館演唱會 |
| 3    | 《22098鄭伊健演唱會》                       | 1998年2月20至25日、27至28日 | 紅磡香港體育館                                          | 8    |                    |
| 4    | 《鄭伊健友情歲月2009演唱會》                | 2009年12月18至19日          | 紅磡香港體育館                                          | 2    |                    |
| 4    | 《鄭伊健友情歲月2009演唱會》                | 2010年6月5日                | 澳門金光綜藝館                                          | 1    |                    |
| 5    | 《鄭伊健 beautiful day 演唱會》             | 2011年3月4日至6日           | 紅磡香港體育館                                          | 3    |                    |
| 5    | 《鄭伊健 beautiful day 演唱會》             | 2011年7月30日               | 舊金山Cache Creek Casino Resort                         | 1    |                    |
| 5    | 《鄭伊健 beautiful day 演唱會》             | 2011年8月6日                | 佛山嶺南明珠體育館                                      | 1    |                    |
| 5    | 《鄭伊健 beautiful day 演唱會》             | 2011年9月24日               | 澳門金光綜藝館                                          | 1    |                    |
| 5    | 《鄭伊健 beautiful day 演唱會》             | 2011年11月24日              | 大西洋城印度宮殿賭場體育館                              | 1    |                    |
| 6    | 《Light and Shadow 鄭伊健演唱會》           | 2012年8月24日至27日         | 紅磡香港體育館                                          | 4    |                    |
| 6    | 《Light and Shadow 鄭伊健演唱會》           | 2013年4月28日               | 澳門金光綜藝館                                          | 1    |                    |
| 6    | 《Light and Shadow 鄭伊健演唱會》           | 2013年6月10日               | 廣州體育館                                              | 1    |                    |
| 7    | 《Along with Ekin 鄭伊健演唱會》            | 2019年2月24日至3月1日       | 紅磡香港體育館                                          | 6    |                    |
| 7    | 《Along with Ekin 鄭伊健演唱會》            | 2019年4月6日                | 内華達州Reno Events Center                              | 1    |                    |
| 7    | 《Along with Ekin 鄭伊健演唱會》            | 2019年4月20日               | 澳門金光綜藝館                                          | 1    |                    |
| 7    | 《Along with Ekin 鄭伊健演唱會》            | 2019年6月22日               | 馬來西亞雲頂雲星劇場                                    | 1    |                    |
| 7    | 《Along with Ekin 鄭伊健演唱會》            | 2019年6月29日               | 武漢光谷國際網球中心                                    | 1    |                    |
| 7    | 《Along with Ekin 鄭伊健演唱會》            | 2019年11月2日               | 天津體育館                                              | 1    |                    |
| 7    | 《Along with Ekin 鄭伊健演唱會》            | 2019年11月23日              | 五粮液成都演艺中心                                      | 1    |                    |
| 7    | 《Along with Ekin 鄭伊健演唱會》            | 2019年11月30日              | 廣州體育館                                              | 1    |                    |
| 7    | 《Along with Ekin 鄭伊健演唱會》            | 2019年12月8日               | 加利福尼亞州奧克蘭Oracle Arena and RingCentral Coliseum | 1    |                    |
| 7    | 《Along with Ekin 鄭伊健演唱會》            | 2019年12月28日              | 新加坡室內體育館                                        | 1    |                    |
| 8    | 《HERE & NOW EKIN IN CONCERT 鄭伊健演唱會》 | 2022年11月19至27日          | 紅磡香港體育館                                          | 9    | 紅館個唱之最       |
| 8    | 《HERE & NOW EKIN IN CONCERT 鄭伊健演唱會》 | 2023年4月22日               | 澳門金光綜藝館                                          | 1    |                    |
| 8    | 《HERE & NOW EKIN IN CONCERT 鄭伊健演唱會》 | 2023年7月15日               | 舊金山Thunder Valley Casino Resort                      | 1    |                    |
| 8    | 《HERE & NOW EKIN IN CONCERT 鄭伊健演唱會》 | 2023年7月22日               | 洛杉磯Pechanga Resort Casino                            | 1    |                    |
| 8    | 《HERE & NOW EKIN IN CONCERT 鄭伊健演唱會》 | 2024年7月6日                | 倫敦漢默史密斯阿波羅                                    | 1    |                    |
| 8    | 《HERE & NOW EKIN IN CONCERT 鄭伊健演唱會》 | 2024年7月13日               | 吉隆坡雲頂雲星劇場                                      | 1    |                    |
| 8    | 《HERE & NOW EKIN IN CONCERT 鄭伊健演唱會》 | 2024年11月23日              | 台灣高雄巨蛋                                            | 1    |                    |

### 舞台劇／其他演唱會
- 《仲夏夜狂想曲》音樂劇 (與梁詠琪、楊千嬅和陳小春主演) 香港體育館 共20場（1999）
- 《小春×伊健好兄弟音樂會》（2004）
- 《森美小儀歌劇團:亞卡比槍擊事件》共5場 (2005)
- 《香港夏日流行音樂節之獅子山下演唱會》2010-08-27、28、29 香港體育館(共3場)
- 《新城 LOVE & THE CITY 鄭伊健 X 側田 X 謝安琪音樂會》2010-11-06 亞洲國際博覽館
- 《SOLITON LIVE》2012-01-15 香港銅鑼灣謝斐道露天廣場
- 《Concert YY黃偉文作品展》2012-02-10 第2場嘉賓(演唱歌曲:吻感、發現)
- 《歲月友情演唱會》 2013-11-07-10 香港體育館 (4場) 組合：鄭伊健、陳小春、謝天華、錢嘉樂、林曉峰
- 《歲月友情演唱會 澳門站》 2014-05-10 組合：鄭伊健、陳小春、謝天華、錢嘉樂、林曉峰 金光綜藝館
- 《香港夏日流行音樂節 2014》之《歲月友情演唱會》2014-08-27、28 香港體育館(2場) 組合：鄭伊健、陳小春、謝天華、錢嘉樂、林曉峰
- 《SOLITON 分手100次+1分享會》2014-09-22 灣仔會議展覽中心 L2演講廳
- 《歲月友情演唱會 美國站》海外萬歲篇 2015-09-06 組合：鄭伊健、陳小春、謝天華、錢嘉樂、林曉峰 Reno Event Center

「一起兄弟 歲月友情全國巡迴演唱會」 : 
- 《歲月友情演唱會 上海站》 2015-10-17 組合：鄭伊健、陳小春、謝天華、錢嘉樂、林曉峰 上海梅赛德斯奔驰文化中心
- 《歲月友情演唱會 南京站》 2015-10-24 組合：鄭伊健、陳小春、謝天華、錢嘉樂、林曉峰 南京五台山體育館
- 《歲月友情演唱會 廣州站》 2015-11-07 組合：鄭伊健、陳小春、謝天華、錢嘉樂、林曉峰 廣州國際體育演藝中心
- 《歲月友情演唱會 杭州站》 2015-11-13 組合：鄭伊健、陳小春、謝天華、錢嘉樂、林曉峰 黃龍體育場
- 《歲月友情演唱會 天津站》 2015-11-21 組合：鄭伊健、陳小春、謝天華、錢嘉樂、林曉峰 天津體育中心(大館)
- 《歲月友情演唱會 哈爾濱站》 2015-11-28 組合：鄭伊健、陳小春、謝天華、錢嘉樂、林曉峰 哈爾濱國際會展體育中心
- 《歲月友情演唱會 武漢站》 2015-12-05 組合：鄭伊健、陳小春、謝天華、錢嘉樂、林曉峰 武漢體育中心體育館—沌口
- 《歲月友情演唱會 福州站》 2015-12-12 組合：鄭伊健、陳小春、謝天華、錢嘉樂、林曉峰 福州市海峡奥體中心體育場
- 《歲月友情演唱會 深圳站》 2015-12-19 組合：鄭伊健、陳小春、謝天華、錢嘉樂、林曉峰 華潤深圳灣體育中心春繭 體育場
- 《歲月友情演唱會 徐州站》 2016-4-09組合：鄭伊健、陳小春、謝天華、錢嘉樂、林曉峰 徐州奧運中心體育場
- 《歲月友情演唱會 北京站》 2016-4-16組合：鄭伊健、陳小春、謝天華、錢嘉樂、林曉峰 萬事達中心
- 《歲月友情演唱會 重慶站》 2016-4-23組合：鄭伊健、陳小春、謝天華、錢嘉樂、林曉峰 重慶奧體中心
- 《歲月友情演唱會 成都站》 2016-4-30組合：鄭伊健、陳小春、謝天華、錢嘉樂、林曉峰 成都體育中心
- 《歲月友情演唱會 南昌站》 2016-5-14組合：鄭伊健、陳小春、謝天華、錢嘉樂、林曉峰 南昌國際體育中心體育館
- 《歲月友情演唱會 大連站》 2016-5-21組合：鄭伊健、陳小春、謝天華、錢嘉樂、林曉峰 大連體育中心
- 《歲月友情演唱會 長沙站》 2016-6-11組合：鄭伊健、陳小春、謝天華、錢嘉樂、林曉峰 長沙賀龍體育中心體育場
- 《歲月友情演唱會 貴陽站》 2016-6-17組合：鄭伊健、陳小春、謝天華、錢嘉樂、林曉峰 貴陽奧體中心
- 《歲月友情演唱會 上海站》 2016-6-18(重返上海)組合：鄭伊健、陳小春、謝天華、錢嘉樂、林曉峰 上海梅賽德斯奔馳文化中心
- 《歲月友情演唱會 鄭州站》 2016-6-25組合：鄭伊健、陳小春、謝天華、錢嘉樂、林曉峰 河南省體育中心
- 《歲月友情演唱會 馬來西亞站》2016-7-2組合：鄭伊健、陳小春、謝天華、錢嘉樂、林曉峰 雲頂雲星劇場
- 《今天星閃閃35年時日如飛林敏驄腦交戰作品展演唱會》2017-6-9 嘉賓 香港體育館
- 《陳柏宇Speechless演唱會》2017-12-2 嘉賓 香港體育館

### 鄭伊健友情歲月2009演唱會
首場曲目
1. 友情歲月
2. 極速
3. 天煞孤星
4. 戰無不勝（陳小春合唱）
5. 風雲
6. 甘心替代你
7. 一個為你甘去蹈火海的人
8. 從沒對我坦白
9. 長髮
10. 吻感
11. 一生愛你一個
12. 發現
13. 情路狂奔（舒淇演出）
14. 直至消失天與地
15. 同一秒
16. 仍能情深愛上
17. 只會因你唱
18. 感激我遇見（伊健送給Fans）
19. 風雲義
20. 太陽出來了
21. 撒哈拉
22. 22098全城效應
23. 野森林
24. 無人地帶
25. 風雲義
26. 新歌
27. 前程錦繡
28. Together
29. 心照
30. 打開你未來
31. 動地驚天愛戀過
32. 不要哭了
33. 夜還未深
34. 我的歌
35. 一對對（Encore）

尾場曲目
1. 友情歲月
2. 極速
3. 天煞孤星
4. 戰無不勝（陳小春合唱）
5. 風雲
6. 甘心替代你
7. 一個為你甘去蹈火海的人
8. 從沒對我坦白
9. 長髮
10. 吻感
11. 一生愛你一個
12. 發現
13. 情路狂奔（舒淇演出）
14. 直至消失天與地
15. 同一秒
16. 仍能情深愛上
17. 只會因你唱
18. 感激我遇見（Fans送給伊健）
19. 風雲義
20. 太陽出來了
21. 撒哈拉
22. 22098全城效應
23. 野森林
24. 無人地帶
25. 風雲義
26. 新歌
27. 前程錦繡
28. Together
29. 心照
30. 打開你未來
31. 動地驚天愛戀過
32. 夜還未深
33. 我的歌
34. 你的我（Encore）
35. 感激我遇見（Encore）
36. 一對對（Encore）

### 廣播劇

#### 2000年前
- - 《今夕是何夜》（新城電台）
- 1994年
  - 蘭茜夫人劇場《讓我愛你一個夏天》（叱咤903）
    - 主演：鄭伊健 、周慧敏、吳奇隆、江希文
- 1995年
  - 真人表演劇場《白襪世界》（叱咤903）
    - 主演：鄭伊健 、吳君如
- 1996年
  - 《百分百感覺》飾 Jerry（叱咤903） 
    - 主演：鄭伊健、鄭秀文、葛民輝、梁詠琪
- 1997年
  - 新城皇牌院線《愛情無處不在》（新城電台997）
    - 主演：鄭伊健、施念慈、孫耀威、滕麗明
- 1998年
  - 《風雲》飾 聶風（叱咤903）
    - 主演：鄭伊健 、郭富城

  - 《太陽溶化了她那雙蠟做的翅膀》飾 Icarus（香港電台第二台）
    - 主演：鄭伊健、鄭秀文

  - 《一往情深》飾 阿健（香港電台第二台）
    - 主演：鄭伊健、梁詠琪、周國豐
- 1999年
  - 《中華英雄》飾 華英雄（叱咤903）
    - 主演：鄭伊健、謝霆鋒、楊恭如、舒淇

#### 2000年後
- 2000年
  - 《Bad Boys 特工》飾 陳恩勁（King）（商業電台881）
    - 主演：鄭伊健、古天樂、林曉峰、楊恭如、舒淇
- 2001年
  - 《戀愛味緣》飾 何大明（新城電台997）
    - 主演：鄭伊健、陳慧珊、快必、陳振安、Prima

  - 《鴿子園》飾 柳明樹（叱咤903）
    - 主演：鄭伊健 、劉德華、劉松仁、楊千嬅、森美、小儀、吳君如、少爺占

  - 《靈幻搜奇》（商業電台881)
    - 主演：鄭伊健
- 2002年
  - 《落入凡間的天使（三）》飾 香從二（商業電台881）
    - 主演：鄭伊健 、盧巧音、陳小春

### 客串音樂錄影帶
- 林志美《因你別離》MV（1987）
- 陳松伶《母親的手》MV（1989）
- 王靖雯《無奈那天》MV（1989）
- 陳松伶《夜上海》MV（1990）
- 劉美君《天長地久》MV（1991）
- 韓國 女子組合ESP《Delete》MV 男主角（2001）
- 周麗淇《可惜他有女朋友》MV（2005）
- 劉德華《人辦》 MV（2010）
- 草蜢《完美》 MV（2016）
- 草蜢《Live Goes On》 MV（2017）
- 謝安琪《沐春風》 MV （2019）

### 導演
- 鄭伊健、 錢國偉、古巨基聯手執導的二次創作＜HongKong Style！＞SFJ(2012)

### 書籍
個人寫真集：《Natural》（1995）

## 著作
- 《我相寫我心》
  - 中文版（2006）
  - 日文版（2007）

## 古惑仔1967年三寶
陳小春、謝天華、鄭伊健的古惑仔演員於1967年出生，是古惑仔一支三人1967年出生，藝人從業員俗稱「1967年三寶」。
| 年份 | 第一季         | 第二季                 | 第三季   | 第四季     |
| ---- | -------------- | ---------------------- | -------- | ---------- |
| 1994 | 一生愛你一個   |                        |          |            |
| 1995 | 直至消失天與地 | 一個為你甘去蹈火海的人 | 吻感     | 只會因你唱 |
| 1996 |                |                        | 情路狂奔 | 發現       |
| 1997 |                |                        |          | 全城效應   |
| 1998 | 同一秒         |                        | 天氣的錯 |            |
| 1999 | Together       |                        | 雙面人   |            |
| 2001 |                | 一個人戀愛             |          |            |

## 曾獲獎項
| 年份   | 獎項                                                                                            |
| 1991年 | CASH流行曲創作大賽冠軍－《Homealone》(主唱：鄭敬基／蔡濟文/鄭伊健)                              |
| 1992年 | 新城電台勁爆頒獎禮－勁爆新晉靚人大獎                                                            |
| 1992年 | 香港電台十大中文金曲頒獎禮音樂會－最有前途新人獎(男歌手)銅獎                                    |
| 1993年 | 新城電台勁爆頒獎禮－勁爆靚人大獎                                                                |
| 1994年 | 無綫電視勁歌金曲第一季季選－得獎歌曲《一生愛你一個》                                            |
| 1994年 | 無綫電視十大勁歌金曲頒獎典禮－九四新一代傑出表現大獎(男歌星)銀獎                                |
| 1994年 | 新城電台金曲台金心情歌頒獎典禮－金心卓越進步男歌手金獎                                          |
| 1994年 | 商業電台「叱咤歌舞技星新偶像角力騷」大獎 對手包括︰王馨平、鄭嘉穎、江希文、張智霖、黎姿及馬浚偉 |
| 1994年 | 商業電台十大健康偶像獎                                                                          |
| 1994年 | 十大傑出衣著人士獎                                                                              |
| 1995年 | 無綫電視勁歌金曲第一季季選－得獎歌曲《直至消失天與地》                                          |
| 1995年 | 無綫電視勁歌金曲第二季季選－得獎歌曲《一個為你甘去蹈火海的人》                                  |
| 1995年 | 無綫電視勁歌金曲第三季季選－得獎歌曲《吻感》                                                    |
| 1995年 | 無綫電視勁歌金曲第四季季選－得獎歌曲《只會因你唱》                                              |
| 1995年 | 香港電台十大中文金曲頒獎禮音樂會－十優歌手                                                      |
| 1995年 | 香港電台十大中文金曲頒獎禮音樂會－最佳改編歌曲獎《直至消失天與地》                              |
| 1995年 | 新城電台第二屆唱片封套設計大獎－最佳髮型獎《Earth》                                             |
| 1995年 | 新城電台勁爆頒獎禮－最人氣急升大獎                                                              |
| 1995年 | 壹週刊最受歡迎電視藝人獎                                                                        |
| 1995年 | 多倫多美加華語電台：大躍進男歌手獎                                                              |
| 1995年 | 香港歌星日本人氣大賞                                                                            |
| 1996年 | 香港電台十大中文金曲頒獎禮音樂會－十優歌手                                                      |
| 1996年 | 香港電台十大中文金曲頒獎禮音樂會－全年最高銷量歌手五強                                          |
| 1996年 | 香港電台十大中文金曲頒獎禮音樂會－十大中文金曲獎《友情歲月》                                    |
| 1996年 | 無綫電視十大勁歌金曲頒獎典禮－十大勁歌金曲獎《發現》                                            |
| 1996年 | 無綫電視勁歌金曲第三季季選－得獎歌曲《情路狂奔》                                                |
| 1996年 | 無綫電視勁歌金曲第四季季選－得獎歌曲《發現》                                                    |
| 1996年 | 商業電台叱吒樂壇流行榜頒獎典禮－我最喜愛的華語電影《百份百感覺》(主演)                          |
| 1996年 | 新城電台勁爆頒獎禮－勁爆廣告歌曲獎《發現》                                                      |
| 1996年 | 新城電台勁爆頒獎禮－勁爆主題曲大賞《友情歲月》                                                  |
| 1996年 | 新城電台勁爆頒獎禮－最人氣急升男歌手                                                            |
| 1996年 | 新城電台精選104金心情歌頒獎禮－最完美情人                                                       |
| 1996年 | 新城電台精選104金心情歌頒獎禮－新一代歌手鑽石獎                                                 |
| 1996年 | IFPI全年唱片銷量五強歌手                                                                        |
| 1996年 | 台灣十大偶像                                                                                    |
| 1997年 | 香港電台十大中文金曲頒獎禮音樂會－十優歌手                                                      |
| 1997年 | 香港電台十大中文金曲頒獎禮音樂會－全年最高銷量歌手五強                                          |
| 1997年 | 無綫電視十大勁歌金曲頒獎典禮－最受歡迎廣告歌曲銀獎《22098（全城效應）》                         |
| 1997年 | 無綫電視勁歌金曲第四季季選－得獎歌曲《22098（全城效應）》                                       |
| 1997年 | 新城電台勁爆頒獎禮－勁爆跳舞歌曲《22098（全城效應）》                                           |
| 1997年 | 新城電台精選104金心情歌頒獎禮－金心情歌獎《誰可情深如我》                                       |
| 1997年 | 台灣十大偶像                                                                                    |
| 1997年 | 馬來西亞動感321中文音樂獎－大躍進歌手獎                                                         |
| 1997年 | 馬來西亞動感321中文音樂獎－金曲獎                                                               |
| 1997年 | IFPI唱片銷量五強歌手                                                                            |
| 1997年 | IFPI唱片雙白金獎《發現》                                                                        |
| 1997年 | 最佳攝影唱片《The Best Show2》                                                                  |
| 1998年 | 無綫電視勁歌金曲第一季季選－得獎歌曲《同一秒》                                                  |
| 1998年 | 無綫電視勁歌金曲第三季季選－得獎歌曲《天氣的錯》                                                |
| 1998年 | 無綫電視十大勁歌金曲頒獎典禮－最受歡迎合唱歌曲獎銀獎《一往情深》                                |
| 1998年 | 香港電台十大中文金曲頒獎禮音樂會－最佳原創歌曲獎《陪你飛》                                      |
| 1998年 | 香港電台十大中文金曲－全年銷量大獎十強                                                          |
| 1998年 | ChannelV華語榜中榜99：《至少還有我》                                                            |
| 1999年 | 商業電台叱吒樂壇流行榜頒獎典禮－「專業推介．叱吒十大」歌曲獎（第二位）《天煞孤星》              |
| 1999年 | 新城電台勁爆頒獎禮－勁爆電影歌曲《極速》                                                        |
| 1999年 | 無綫電視勁歌金曲第一季季選－得獎歌曲《Together》                                                |
| 1999年 | 無綫電視勁歌金曲第三季季選－得獎歌曲《雙面人》                                                  |
| 1999年 | 港台調查99至愛演員                                                                              |
| 1999年 | 廣東省人民廣播電台：香港特別行政區優秀男歌手                                                    |
| 2000年 | 997 fans club：大聯盟最多人點唱歌曲五強《magic》                                                |
| 2000年 | 無綫電視兒歌金曲頒獎禮2000－最受歡迎兒歌男歌手                                                  |
| 2000年 | 無綫電視兒歌金曲頒獎禮2000－最受歡迎兒歌金獎最後三強《自動勝利Let's Fight》                     |
| 2001年 | 日本廣告之星十強                                                                                |
| 2001年 | 台灣金馬獎最佳男主角提名四強（《九龍冰室》）                                                    |
| 2001年 | 無綫電視勁歌金曲第一季季選－得獎歌曲《一個人戀愛》                                              |
| 2005年 | 最高票房男星第五位                                                                              |
| 2007年 | 羅馬電視節最佳男主角提名《霍元甲》                                                              |
| 2008年 | 韓國富川國際Fantastic電影節－榮獲「最佳男主角」獎（《第一誡》）                                 |
| 2008年 | 上海文廣新聞傳媒集團旗下"時尚傳媒年度風尚大典--"經典2000年代傑出電影風尚人物"大獎               |
| 2008年 | 東京國際電影節最佳男主角提名（《親密》）                                                        |
| 2012年 | 南方都市報＂華語音樂傳媒大奬＂百家傳媒年度舞台演繹獎—BEAUTIFUL DAY                              |
| 2013年 | Yahoo! 感情品牌代言人獎(Minute Maid)                                                            |
| 2018年 | 第2屆中韓國際電影節 "最受歡迎男人氣明星獎" "黃金兄弟"                                           |
| 2025年 | 第24屆紐約亞洲電影節"亞洲之星獎"                                                                |

## 外部連結
- 鄭伊健的Instagram帳戶
- 鄭伊健的Facebook專頁
- 鄭伊健的新浪微博
- 鄭伊健在互联网电影资料库（IMDb）上的資料（英文）
- 鄭伊健在香港影庫上的簡介
- 鄭伊健在时光网上的簡介（简体中文）
- 鄭伊健在豆瓣上的资料（简体中文）